# Franco Dragone
Franco Dragone, né à Cairano (village de Campanie (Italie)) le 12 décembre 1952 et mort le 30 septembre 2022 d'une crise cardiaque au Caire (Égypte), est un metteur en scène et entrepreneur italien, puis naturalisé belge.
Il se fait connaître en signant des spectacles pour le Cirque du Soleil. À partir de 2000, il assure son rôle de fondateur et directeur artistique au sein de sa propre société de spectacles et d'évènements, Dragone, à La Louvière (Belgique).

## Biographie

### Jeunesse
À l'âge de sept ans, Franco Dragone suit ses parents qui émigrent en Belgique et s'installent dans la petite ville de La Louvière en décembre 1958. Le père travaille au charbonnage puis dans la sidérurgie. Étudiant à l'athénée de Morlanwelz, Franco suit une scolarité normale, s'intéressant à la communication, au théâtre, aux sports et à la musique.
Après des études en langues et en sciences politiques, Franco s'inscrit au Conservatoire royal de Mons où il obtient en juillet 1976, un diplôme de deuxième prix en Déclamation et participe en tant qu'acteur et animateur aux divers mouvements culturels qui secouent l'Europe dans la philosophie de l'après-mai 68. Il fonde un groupe de musique folk, crée un café-théâtre et adhère au mouvement du théâtre-action qu'il contribue à développer en Belgique et particulièrement à La Louvière.

#### La Compagnie du Campus
Franco Dragone a animé les ateliers du Campus et participé à la création des spectacles en tant qu’auteur-acteur. En 1980, il joue dans 36/80, qui fait le parallèle entre l’exploitation des travailleurs de 1936 et ceux de 1980, à travers un dialogue fictif entre un personnage de chaque époque. Il participe ensuite à Import-export, issu d’ateliers d’écritures avec des travailleurs, sur le thème de la prolétarisation du paysan belge. Il continuera avec Deux poids deux mesures qui dénonce les méthodes expéditives des tribunaux et Ça n’arrive qu’à tout le monde qui montre comment toute personne peut être prise dans l’engrenage de la Justice malgré elle.

### L'aventure québécoise au Cirque du Soleil
En 1982, Franco Dragone découvre le Québec, y anime des ateliers de commedia dell'arte puis donne des stages à l'École nationale de cirque de Montréal. Ses mises en scène attirent l'attention de la critique et de Guy Laliberté qui vient de fonder le Cirque du Soleil.
Franco participe à cette aventure naissante et signe dix spectacles en quinze ans pour le Cirque du Soleil : Cirque du Soleil (1985), Le Cirque réinventé (1987), La magie continue (1989), Nouvelle Expérience (1990), Saltimbanco (1992), Mystère (1993), Alegría (1994), Quidam (1996), O (1998) et La Nouba (1999).
En France, il participe à la création du cirque Archaos et donne ainsi ses lettres de noblesse au concept international de nouveau cirque.

### Entrepreneur en Belgique

#### Les années 2000: de La Louvière à Las Vegas
En 2000, Franco Dragone revient au pays et implante une unité de production d'évènements internationaux à la Louvière.
En mars, il présentera le premier Décrocher la Lune, opéra urbain de la ville des loups, avec une volonté de combiner le divertissement populaire et les préoccupations sociales dans une dynamique participative. 5 autres éditions auront lieu en 2002, 2006, 2009, 2012 et 2015. En 2014, c’est l’Agence Lunaire (asbl Décrocher la lune) qui pilote le projet, sous la direction artistique de Luc Petit et soutient les compagnies et événements « lunaires ».
Il crée en juin la cérémonie d'ouverture du Championnat d'Europe de football 2000 à Bruxelles.
Dans son carnet de commande figurent en bonne place le nouveau tour de chant de Céline Dion et un spectacle aquatique pour Steve Wynn à Las Vegas[source secondaire nécessaire].
Début 2001 commence l'aventure du groupe Dragone à La Louvière. À sa tête, Franco Dragone et Louis Parenteau : l'un à la direction artistique et au développement du contenu, l'autre au développement stratégique et financier[source secondaire nécessaire].
A New Day... (en) créé par le groupe Dragone pour et avec la collaboration de Céline Dion est inauguré au Caesars Palace en mars 2003[réf. incomplète].
Le Rêve ouvre ses portes au Wynn Las Vegas, le 6 mai 2005[réf. incomplète].
En 2008, pour le 400e anniversaire de la ville de Québec, il conçoit et met en scène Le Potager des visionnaires, un grand jardin aménagé sur les toits et terrasses du Musée de la civilisation de Québec. Aménagé au coût de 1,2 million de dollars, près de 680 000 visiteurs l'ont arpenté entre le 6 juin 2008 et la fin octobre 2008,.
Il monte le spectacle d'inauguration le 18 septembre 2009 de la Gare de Liège-Guillemins construite sur base des plans de l'architecte Santiago Calatrava Valls. Le spectacle est intitulé Gare à vous !.

#### Projets chinois
À la suite de sa rencontre avec Laurence Ho, patron de Melco Crown Entertainment, qui souhaite une transformation radicale de Macao, alors capitale du jeu, Franco Dragone se voit ouvrir les portes de l’Orient pour y créer un spectacle dans la lignée de ce qu’il a imaginé pour Las Vegas. The House of Dancing Water est créé en 2010 dans un théâtre conçu pour ce spectacle aquatique à la pointe de la technologie, au cœur de City of Dreams, un immense complexe hôtelier, qui intègre logements casinos et spectacles.
Puis c’est en Chine continentale que Franco Dragone développe une série de spectacles hors-normes, dans le cadre d’un contrat signé avec le Dalian Wanda Group et son président, Wang Jianling : à Wuhan, avec le Han show, en 2014[réf. incomplète] et à Xishuangbanna, avec le Dai Show, deux shows qui rendent hommage à la culture chinoise et à ses ethnies. Les théâtres sur mesure sont construits par le cabinet londonien Stufish, en forme de lanterne chinoise, à Wuhan, ou de feuille de palmier à XishuangbannaModèle:Ezfinc.

#### Un autre Orient
Franco Dragone a rencontré la culture moyen orientale à Abou Dhabi, avec la mise en scène d‘un spectacle créée pour l’édition 2013 du Festival Qasr Al Hosn. Story of a Fort, Legacy of a Nation est un poème visuel qui raconte l’histoire de la fascinante intimité qui unit l’homme à la nature.

## Controverses
En avril 2016, Franco Dragone est cité, parmi  d’autres personnalités, dans la liste des personnes impliquées dans l'affaire des Panama Papers .
Le metteur en scène louviérois a redit, à plusieurs reprises, toute sa confiance en la justice à propos de l'instruction en cours,[réf. incomplète].
Il est finalement blanchi le vendredi 13 janvier 2023. Un non-lieu est prononcé, l'action publique étant éteinte à la suite de son décès, mais la magistrate précisera que les pièces soumises n'apportaient aucun indice induisant les suspicions de fraude ou blanchiment d'argent, ni de renvoyer devant un tribunal les 41 autres inculpés dans ce dossier.

## Dragone
Dragone (anciennement Franco Dragone Entertainment Group) est une entreprise internationale de spectacles et d’évènements. Elle a été fondée en 2000 par Franco Dragone.
Son siège social se situe à La Louvière en Belgique. Elle est également présente à Las Vegas aux États-Unis et à Macao en Chine. 

## Récompenses et distinctions
Maintes fois honoré, Franco Dragone détient trois Obie Awards et un Los Angeles Critics' Award. En 2002, il reçoit l'insigne du chevalier de l'Ordre national du Québec, la plus haute distinction décernée par le gouvernement du Québec.
- Drama-Logue Award (en), pour la mise en scène de Saltimbanco, 1992
- Obie Awards
- Los Angeles Critic's Award
- Prix des arts de la scène (Hainaut), Belgique, 2001
- Chevalier de l'Ordre national du Québec, 2002
- Nommé aux Vlerick Awards de la Vlerick Leuven Gent Management School, 2006
- Chevalier de l'Ordre de l'Étoile de la Solidarité, 2007
- Docteur Honoris Causa de l'Université du Québec[25], 2008
- Décoration par l'Autorité Italienne, 2009
- Prix Paul Harris Fellow[26], par le Rotary International, 2009
- Commandeur de l'Ordre du Mérite de la République italienne (Commendatore dell’Ordine al Merito della Repubblica Italiana)[27], 2012
- TEA Awards pour The House of Dancing Water[28], 2012
- Docteur Honoris Causa de l'Université d'Anvers[29][réf. incomplète], 2012
- Commandeur du Mérite wallon (C.M.W.), 2012
- Independence Order of First Grade (à Abu Dhabi)[30], 2013
- Premio Civitas (à Naples), 2015
- TEA Awars pour Décrocher la lune (prix décerné à Décrocher la Lune VI)[8],[31] 2017

## Mises en scène et directions artistiques

### Cirque du Soleil
- 1985 : Cirque du Soleil
- 1987 : Le Cirque réinventé
- 1989 : La magie continue
- 1990 : Nouvelle Expérience
- 1992 : Saltimbanco
- 1993 : Mystère
- 1994 : Alegría
- 1996 : Quidam
- 1997 : Alegría, le film, coécriture, mise en scène et réalisation
- 1998 : « O »
- 1999 : La Nouba

### Autres
- 1985 : La Vente aux enchères, Cirque du Trottoir
- 1986 : Eldorado, Compagnie des Mutants
- 1987 : Les Communs des mortels, coproduction de la Compagnie du Campus et du Collectif 1984
- 1987 : Flic, flac, pour Joseph Collard, Compagnie des Funambules (Belgique)
- 1987 : La Tête dans le si bémol, avec le clown québécois Michel Dallaire et le saxophoniste québécois Pierre Lafontaine
- 1992 : La Ballade de l'homme gris, Compagnie du Campus
- 1993 : Pomp, Duck, Circumstance, Dusseldorf
- 1996 : Poussière du temps, Compagnie du Campus, dans le cadre du 50e anniversaire du traité italo-belge sur l'immigration italienne
- 1999 : Vidéo clip "Adagio" de la chanteuse Lara Fabian
- 2015 : La revue Paris Merveilles du Lido de Paris

## Publication
- Franco Dragone et Claude Renard, Le Tailleur du rêve, éd. Les Impressions nouvelles, 2006  (ISBN 2-87449-021-0).

## Documentaires
- 2005 : Le Rêve de Jacob Berger, série documentaire pour Arte autour du travail de Franco Dragone sur le spectacle Le Rêve
- 2006 : Contact, l'encyclopédie de la création, série documentaire faisant le portrait d'un penseur ou d'un créateur, diffusé sur Télé-Québec
- 2009 : Looking for Dragone de Manu Bonmariage